# Alleloplasis darwinii
Alleloplasis darwinii är en insektsart som beskrevs av Waterhouse 1839. Alleloplasis darwinii ingår i släktet Alleloplasis och familjen sköldstritar. Inga underarter finns listade i Catalogue of Life.